# Giulio Magnani
Giulio Magnani (Piacenza, giugno 1505 – Teano, 25 settembre 1565) è stato un vescovo cattolico italiano.

## Biografia
Religioso dell'Ordine dei frati minori conventuali, dottore in Sacra Teologia, fu scrittore e valente predicatore. Ricoprì diversi uffici all'interno dell'Ordine, di cui fu ministro generale dal 1553 al 1559.
Papa Pio IV il 17 luglio 1560 lo elesse vescovo di Calvi.
Morì il 25 settembre 1565 a Teano e lì fu sepolto, nella chiesa di San Francesco.

## Genealogia episcopale
La genealogia episcopale è:
- Cardinale Giovanni Gerolamo Morone
- Vescovo Pompeo Zambeccari
- Vescovo Giulio Magnani, O.F.M.Conv.